# Ludvig I av Flandern
Ludvig I av Flandern, född 1304, död 1346, var regerande greve av Flandern från 1322 till 1346.